# Myleus rhomboidalis
Myleus rhomboidalis és una espècie de peix de la família dels caràcids i de l'ordre dels caraciformes.

## Morfologia
- Els mascles poden assolir 37 cm de llargària total i 5.000 g de pes.[5]

## Alimentació
Durant la temporada de pluges menja fruites i llavors de les palmeres Euterpe oleracea, Taralea oppositifolia i Mauritia flexuosa, i de plantes del gènere Inga i Psidium, les quals aixafa amb les seues fortes mandíbules. Durant l'estació seca, la seua dieta es compon de plantes aquàtiques (com ara, Mourea fluviatilis i Apinagia richardiana), gastròpodes i peixos.

## Hàbitat
Viu en zones de clima tropical.

## Distribució geogràfica
Es troba a Sud-amèrica: conca del riu Amazones i rius de les Guaianes.

## Interès gastronòmic
La seua carn és excel·lent, però és preferible no consumir-la al final de la temporada de pluges, ja que és llavors quan presenta una alta concentració en greixos.